# Perclorato

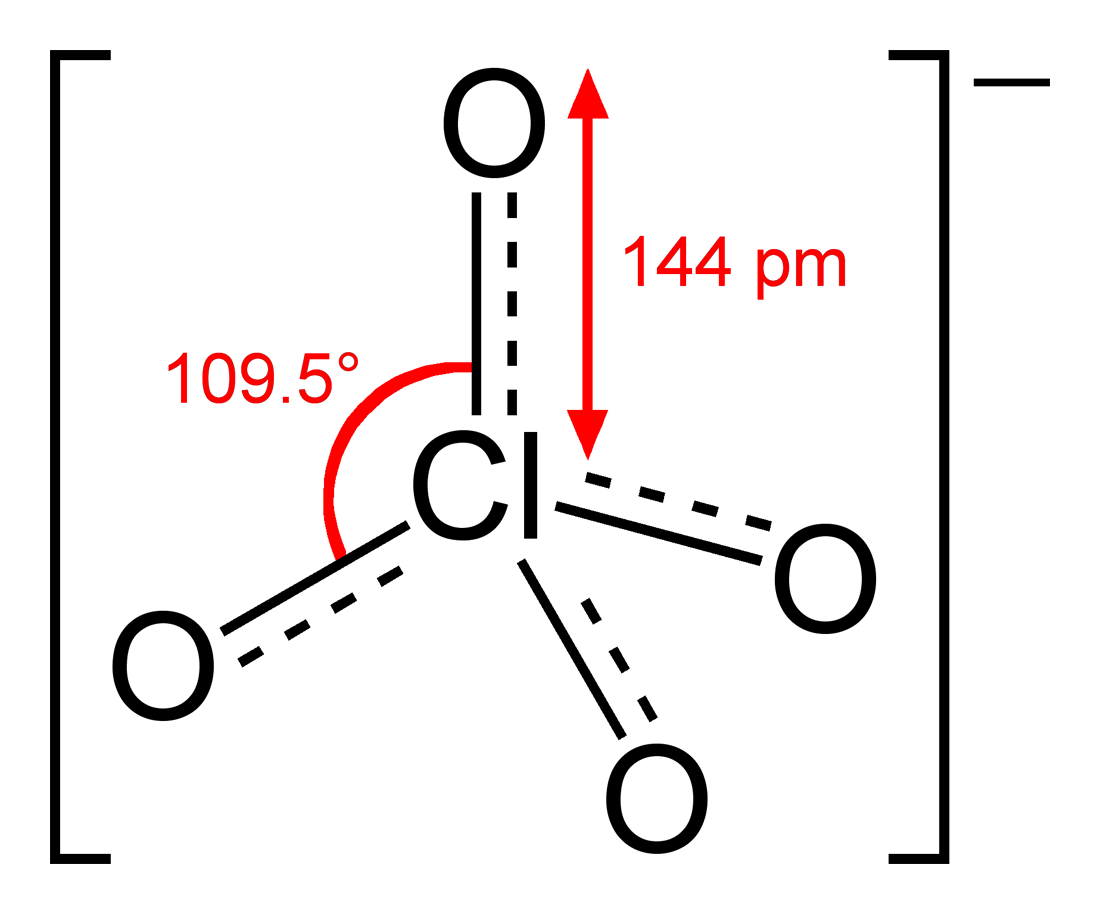
Estrutura do íon perclorato

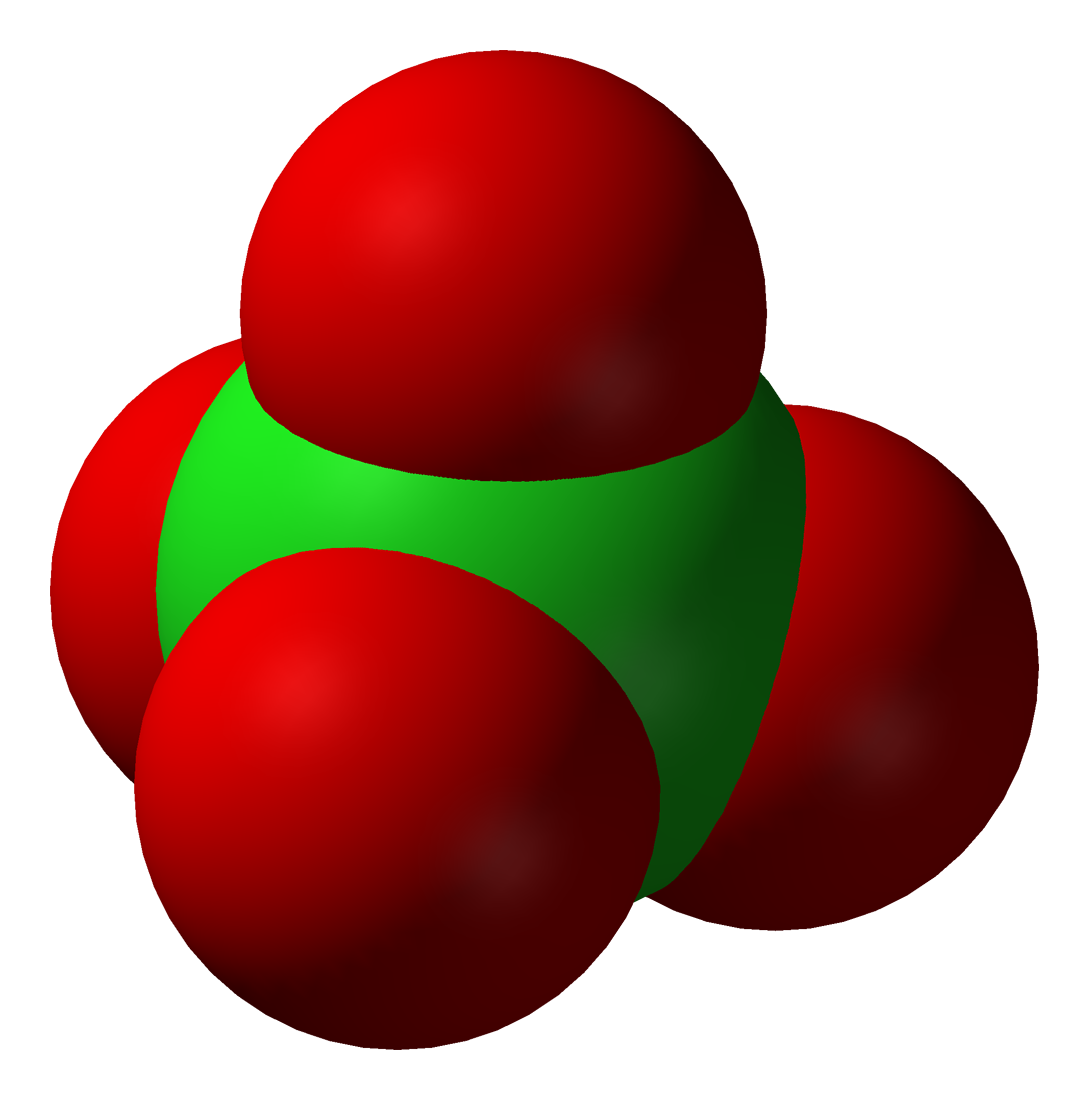
Íon perclorato em 3D

Um perclorato é um sal que contém o ânion ClO4-, derivado do ácido perclórico HClO4. Contém o cloro em estado de oxidação +7 ligado a quatro átomos de oxigênio em formação tetraédrica. A carga negativa é estabilizada por efeitos mesoméricos (ressonância) através de todo o íon. A relativa estabilidade do perclorato apesar do elevado estado de oxidação do átomo central é devido a elevada simetria que apresenta o íon.

## Principais sais de perclorato
| - Perclorato de amônio, NH4ClO4 - Perclorato de césio, CsClO4 - Perclorato de lítio, LiClO4 - Perclorato de magnésio, Mg(ClO4)2 | - Perclorato de potássio, KClO4 - Perclorato de rubídio, RbClO4 - Perclorato de prata, AgClO4 - Perclorato de sódio, NaClO4 |

Ocorrem naturalmente e podem ser manufaturados.  A maioria dos sais de perclorato são solúveis em água.

## Aplicações
Foram usados na medicina por mais de 50 anos para tratar de distúrbios na glândula tiróide. São usados como agente oxidante  em combustível de foguetes;  também são utilizados em  airbags, foguetes pirotécnicos, fertilizantes,  herbicidas e produção de explosivos. Os percloratos também atuam como fonte de energia para alguns microorganismos.

## Síntese
Os percloratos são obtidos por oxidação anódica dos cloratos com altas densidades de corrente elétrica em eletrodos de platina. O perclorato de potássio ( KClO4) é relativamente pouco solúvel, precipitando-se durante a reação.